# 김창기 (음악가)
김창기(1963년 10월 12일~)는 대한민국의 포크 팝 음악 가수 겸 대중 음악가, 작사가, 작곡가이고, 정신건강의학과 전문의 겸 대학 교수이기도 하다.
1982년 언더그라운드 라이브 클럽에서 포크 팝 가수로 첫 데뷔한 그는 1987년 《임지훈 1집》에 〈사랑의 썰물〉이라는 노래 작품을 작사 및 작곡하여 작곡가로도 데뷔하였고 1988년 포크 록 음악 밴드 《동물원》의 구성원을 통해 정식 가수로 데뷔하였다.
대학교 1학년 때 동아리 친구들의 모임이었던 동물원의 시작은 아마추어 취미 밴드였다. 1987년 작사 및 작곡가 데뷔곡이었던 임지훈의 〈사랑과 썰물〉이 히트한 후 산울림의 구성원이었던 김창완이 권유하여 음악 활동을 다시 본격적으로 시작하였고, 故 김광석과 함께 동물원의 주축 멤버로 활동하면서 〈흐린 가을 하늘에 편지를 써〉, 〈혜화동〉, 〈거리에서〉, 〈널 사랑하겠어〉, 〈그날들〉 등의 대표곡을 만들었다. 1997년 6집 앨범을 마지막으로 동물원에서 탈퇴하였고, 2000년 첫 번째 솔로 앨범 《하강의 미학》을 발표하였다. 이후 같은 정신건강의학과 의사인 부인과 함께 개인병원을 개업하고, 그저 본업인 의사 생활에 전념하면서 긴 공백기를 보냈으며, 2013년 두 번째 앨범 《내 머리 속의 가시》를 발표하고 활동을 재개하였다.
2015년 tvN 드라마 《응답하라 1988》 O.S.T에서 박보람이 〈혜화동〉을 리메이크하면서 재조명되었으며, 유리상자, 임형주, 정승환, 리쌍 등 후배 가수들에 의해 많은 곡들이 리메이크되었다.

## 학력
- 서울혜화국민학교 졸업(1976년 2월)
- 오스트레일리아 캔버라 텔로피아 파크 스쿨 전학(1979년 8월) → 서울영동고등학교 졸업(1982년 2월)
- 연세대학교 의과대학 의학사(1988년 2월)
- 연세대학교 대학원 철학과[1] 철학석사(2005년 8월)
- 연세대학교 대학원 심리학과[2] 심리학 박사(2011년 8월)

## 음반

### 정규 앨범
- 1집 《하강의 미학》 (2000)
- 2집 《내 머리 속의 가시》 (2013)

### 비정규 앨범
- EP  《평범한 남자의 유치한 노래》 (2014)
- 싱글 《우리 함께 걸어야 해》 (2016)
- 싱글 《빌어먹을 노래들》 (2016)

## 방송
- CBS 라디오 《그대 창가에》 (2015~2016)

## 저서
- 나는 아이의 친한 친구가 되고 싶다 (2000, 화니북스)
- 당신의 아이에게도 리듬이 있다 (2000, 풀빛)
- 노래가 필요한 날 : 나를 다독이는 음악 심리학 (2021, 김영사)

## 약력
- 아주대학교 의과대학 정신과 외래 조교수
- 연세대학교 의과대학 정신과 외래 조교수
- 연세대학교 의과대학 정신과 외래 교수
- 고려대학교 의과대학 정신과 외부강사
- 성균관대학교 의과대학 정신과 외래 교수
- 김창기 정신건강의학과의원 원장